# Svištovský mír
Svištovský mír ukončil poslední rakousko-tureckou válku. Byl podepsán ve Svištově 4. srpna 1791 císařem Leopoldem II. a osmanským sultánem Selimem III. Zprostředkovaly ho Velké Británie, Prusko a Spojené provincie nizozemské. Text je napsán ve francouzštině a turečtině.

## Okolnosti
V prvním roce války byla habsburská monarchie zatlačena v Banátu, ale poté generál Laudon dobyl Bělehrad a v roce 1790 získal další vítězství u Calafatu. Rakouský spojenec, Rusko, byl také velmi úspěšný a jeho vojska pronikla do Moldávie. V té době však naléhavou pozornost Rakouska vyžadovala francouzská revoluce, která nedávno propukla. Současně Rakousku hrozil útok z Pruska, se kterým Turci uzavřeli smlouvu v lednu 1790. V únoru téhož roku nastoupil na trůn císař Leopold II. a pod tímto tlakem uzavřel v červenci s Fridrichem Vilémem II. reichenbašskou smlouvu, v níž se spokojil s velmi skrovnými válečnými zisky: habsburské monarchii bylo postoupeno pouze město Oršava a několik malých míst (Cetingrad, Drežnik, Lapac, Srb) na chorvatské hranici.
Svištovský mír ukončil osmansko-habsburské války. Rusko vnímalo jeho uzavření jako zradu a pokračovalo ve válce až do roku 1792. Rakousko se dalších rusko-osmanských válek během 19. a 20. století neúčastnilo. Obě země záhy čelily Francii ve válce druhé koalice, přestože bojovaly proti stejnému nepříteli na různých bojištích ve střední Evropě a Egyptě.
Po skončení války se Rakousko 27. srpna dohodlo s Pruskem deklarací z Pillnitz, ve které se se zřeklo jakékoli expanze na úkor Osmanské říše. Prusko na oplátku slíbilo, že nebude expandovat na východ a nebude podporovat brabantskou revoluci. Obě země se zavázaly zasáhnout ve Francii, pokud se všechny mocnosti Evropy dohodnou, že je to nutné. Selim III. udělil amnestii všem poddaným, kteří se zúčastnili války na straně Rakouska, a také potvrdil Srbům autonomii udělenou firmany z let 1793 a 1794.